# Jacaranda cuspidifolia
Jacaranda cuspidifolia là một loài thực vật có hoa trong họ Chùm ớt. Loài này được Mart. mô tả khoa học đầu tiên năm 1841.